# Der Telepath
Der Telepath (Originaltitel: Tin Man) ist die 20. Folge der dritten Staffel der US-amerikanischen Science-Fiction-Fernsehserie Raumschiff Enterprise – Das nächste Jahrhundert. Sie wurde in den Vereinigten Staaten über Syndication vermarktet und erstmals am 23. April 1990 auf verschiedenen Fernsehsendern ausgestrahlt. In Deutschland war sie zum ersten Mal am 2. August 1993 in einer synchronisierten Fassung im ZDF zu sehen.

## Handlung
Im Jahr 2366 bei Sternzeit 43779.3 befindet sich die Enterprise auf einer Kartierungsmission, als sich unerwartet die USS Hood nähert. Captain Picard wird darüber informiert, dass die Enterprise einen heiklen Auftrag ausführen soll und zu diesem Zweck der Betazoid Tam Elbrun, ein Spezialist für Erstkontakte, an Bord kommen wird. Elbrun gilt als emotional instabil, da er wie die meisten Angehörigen seines Volks über telepathische Fähigkeiten verfügt, die bei ihm aber so stark ausgeprägt sind, dass er mit den vielen Gedanken, die er von den Personen in seiner Umgebung empfängt, meist überfordert ist. Viele Besatzungsmitglieder sind daher über seinen Besuch nicht sehr begeistert. Der erste Offizier Will Riker gibt ihm die Schuld an einer missglückten Erstkontakt-Mission mit den Ghorusdanern, bei dem zahlreiche Besatzungsmitglieder des Raumschiffs Adelphi ums Leben gekommen sind. Als Elbrun an Bord beamt, bemerkt er sogleich die reservierte Stimmung der Besatzung. Lediglich Counselor Troi ist Elbrun gegenüber positiv eingestellt, da sie ihn bereits während ihres Psychologie-Studiums als Patienten kennengelernt hatte. Auch zu dem zweiten Offizier Data fasst Elbrun rasch Vertrauen, denn der ist ein Android und Elbrun findet es angenehm, von ihm keinerlei Gedanken zu empfangen.
Elbrun informiert die Führungsoffiziere über ihren Auftrag: Die Enterprise soll ins Beta-Stromgren-System fliegen, dessen Stern kurz davor steht, zur Supernova zu werden. In diesem System hat eine Sonde ein lebendes Raumschiff entdeckt, das über eine unbekannte Energiequelle verfügt. Eine strikte Geheimhaltung dieser Mission ist notwendig, da auch die verfeindeten Romulaner Besitzansprüche anmelden könnten. Die Sorge scheint berechtigt, denn es wird ein seltsames Sensorenecho registriert, das der Enterprise zu folgen scheint und von einem getarnten Schiff stammen könnte.
In einem vertraulichen Gespräch offenbart sich Elbrun Counselor Troi. Er macht sich Vorwürfe, dass er vielleicht eine zu enge geistige Verbindung zu den Ghorusdanern aufgebaut hatte und die nötige professionelle Distanz vermissen ließ. Wenn er den Captain der Adelphi besser über die strengen Tabus der Ghorusdaner aufgeklärt hätte, wäre es vielleicht zu keinem Unglück gekommen. Nach diesem Vorfall floh Elbrun auf den Planeten Chandra V, der von ausgesprochen friedfertigen Wesen bewohnt wird, wodurch er für eine Weile Erholung fand. Zu Trois großer Überraschung gesteht er, dass er sich für die jetzige Mission der Enterprise freiwillig gemeldet hat, denn obwohl das lebende Raumschiff viele Lichtjahre entfernt war, hat es schon vor einer Weile telepathischen Kontakt mit Elbrun aufgenommen, der nun eine große Faszination für dessen fremdartigen Geist verspürt.
Als die Enterprise das Beta-Stromgren-System erreicht, enttarnt sich sogleich ein romulanisches Kriegsschiff. Elbrun kann die Gedanken des feindlichen Kommandanten lesen und warnt Picard, dass die Romulaner nicht an Gesprächen interessiert sind. Tatsächlich feuern sie und beschädigen die Enterprise schwer. Da ihr Schiff eigentlich langsamer ist als die Enterprise, haben sie ihren Antrieb überlastet und irreparabel beschädigt, um das lebende Raumschiff zuerst zu erreichen. Es scheint zunächst, als hätten sie damit Erfolg. Während auf der Enterprise die Schäden repariert werden, versuchen die Romulaner, Kontakt mit dem fremden Schiff aufzunehmen. Elbrun ist besorgt, denn er weiß, dass sie den Befehl haben, das Schiff zu zerstören, wenn die Inbesitznahme scheitern sollte. Als die Romulaner ihre Waffen aktivieren, warnt er das Schiff telepathisch. Dieses stößt daraufhin eine gewaltige Energieentladung aus, die das romulanische Schiff zerstört und auch auf der Enterprise weitere Schäden hervorruft.
Da Elbrun das fremde Schiff während der Warnung mit seinem Namen Gomtuu angesprochen hat, verlangt Picard nun von ihm eine ausführliche Erklärung bezüglich seines Wissens über das Schiff. Elbrun berichtet, dass Gomtuu einer Spezies angehört, die wahrscheinlich von außerhalb der Milchstraße stammt. Es gab einst Millionen seiner Art, doch inzwischen ist Gomtuu ganz allein und wahrscheinlich das letzte seiner Art. Gomtuu hatte einst eine Besatzung in seinem Inneren beherbergt, doch alle starben, als eine Explosion in der Nähe des Schiffs tödliche Strahlung freisetzte. Da Gomtuu jetzt vollkommen allein ist, hat es sich bewusst ins Beta-Stromgren-System begeben, um seinem Leben in der Supernova-Explosion ein Ende zu setzen. Elbrun möchte das Wesen davon abhalten, doch er meint, dazu brauche er unbedingt physischen Kontakt. Picard zögert, denn aufgrund von Elbruns emotionalem Zustand fürchtet er um die Sicherheit der Enterprise und von Gomtuu. Er ist aber schließlich einverstanden, dass Elbrun zusammen mit Data auf das fremde Schiff beamt.
Ein zweites romulanisches Kriegsschiff nähert sich. Der Kommandant beabsichtigt, den Tod seiner Kameraden zu rächen und warnt Picard, sich nicht einzumischen. An Bord von Gomtuu kann Elbrun jetzt endlich direkten Kontakt aufnehmen. Gomtuu baut daraufhin einen mächtigen Schutzschild auf. Elbrun wird klar, dass Gomtuu und seine Besatzung in einer symbiotischen Beziehung zueinander standen. Er beabsichtigt, nicht auf die Enterprise zurückzukehren, sondern Gomtuus Mannschaft zu ersetzen. So würden sie beide wieder eine neue Bestimmung im Leben finden. Schließlich zieht sich der Beta-Stromgren-Stern ein letztes Mal zusammen und seine Explosion steht unmittelbar bevor. Gomtuu stößt erneut eine Energieentladung aus, die aber dieses Mal nicht zerstörerisch wirkt, sondern die Enterprise und das Romulanerschiff aus der Gefahrenzone herausschleudert. Data wird von Gomtuu zurück auf die Enterprise teleportiert. Der Verbleib von Gomtuu und Elbrun ist nicht mehr zu ermitteln. Data erkennt, dass sein Platz auf der Enterprise ist.

## Verbindungen zu anderen Star-Trek-Produktionen
Tam Elbrun ist der erste männliche Betazoid, der im Star-Trek-Franchise zu sehen ist.

## Produktion

### Drehbuch
Das Drehbuch wurde von Dennis Russell Bailey und David Bischoff verfasst und basiert auf ihrer 1976 geschriebenen Kurzgeschichte Tin Woodman, die sie 1979 zu einem Roman erweiterten. Bischoff war vor allem als Science-Fiction-Schriftsteller tätig. Zu seinen zahlreichen Werken gehört auch der Star-Trek-Roman Grounded von 1993 (deutsch: Die Epidemie, 1995). Als Drehbuchautor hatte er vor Der Telepath nur zwei Folgen der Zeichentrickserie Die Astro-Dinos aus dem Jahr 1987 geschrieben. 1991 war er zusammen mit Bailey noch an der Bearbeitung des Drehbuchs für Folge 4.15 (Erster Kontakt) von Raumschiff Enterprise – Das nächste Jahrhundert beteiligt. Für Bailey waren Der Telepath und Erster Kontakt die einzigen Drehbucharbeiten in einer professionellen Fernsehproduktion. Zwischen 2005 und 2015 arbeitete er als Drehbuchautor, Grafiker und VFX-Artist für mehrere Star-Trek-Fanproduktionen. Auch Lisa Putman White war am ursprünglichen Entwurf des Drehbuchs für Der Telepath beteiligt, erhielt dafür aber keine Nennung in den Credits der Folge. Um ihre Mitarbeit dennoch zu würdigen, ließ Bailey sich in den Credits „Dennis Putman Bailey“ nennen.

### Darsteller
Peter Vogt, Darsteller des romulanischen Commanders, spielte auch einen Bajoraner in Folge 1.04 (Unter Verdacht) von Star Trek: Deep Space Nine und einen Kradin in Folge 4.04 (Nemesis) von Star Trek: Raumschiff Voyager.
Harry Groener, Darsteller von Tam Elbrun, spielte auch den Nechani-Magistrat in Folge 3.07 (Das Ritual) von Star Trek: Raumschiff Voyager und Nathan Samuels in zwei Folgen von Star Trek: Enterprise.

### Musik
Der Telepath war die erste Star-Trek-Folge, für die Jay Chattaway die Musik komponierte. Er war ursprünglich nur als Gastkomponist engagiert worden, wurde aber schließlich neben Ron Jones und Dennis McCarthy zum dritten Stammkomponisten von Raumschiff Enterprise – Das nächste Jahrhundert.

### Effekte
Für die scheibenförmige Energieentladung, die Gomtuu zur Verteidigung benutzt, wurde der Effekt der Evolution der Raumsonde V’Ger aus Star Trek: Der Film von 1979 wiederverwendet.
Die Geräusche im Inneren von Gomtuu wurden erzeugt, indem der Magen von Sound editor James Wolvington mit einem Stethoskop abgehört wurde, während er Pizza aß.
Der Effekt des aus Gomtuu wachsenden Stuhls wurde erzeugt, indem die Aufnahme eines schmelzenden Stuhls aus Wachs im Zeitraffer rückwärts abgespielt wurde.

## Rezeption
Die Folge wurde 1990 für einen Primetime Emmy Award in der Kategorie „Beste Leistung in visuellen Spezialeffekten“ nominiert.
Keith DeCandido bewertete Der Telepath 2012 auf tor.com als eine gute Folge von Raumschiff Enterprise – Das nächste Jahrhundert. Er lobte die Schauspielleistung von Harry Groener und war außerdem begeistert von der Grundidee der Folge, die eine wunderbare Science-Fiction-Geschichte darstellt und dem Motto der Serie, neues Leben und neue Zivilisation zu finden, absolut gerecht wird. DeCandido bemängelte aber die Bedrohung durch die Romulaner und insbesondere die Darstellung des Commanders durch Peter Vogt als wenig überzeugend. Seiner Meinung nach hätte dieser Teil der Geschichte mit Andreas Katsulas als Commander Tomalak besser funktioniert.
Charlie Jane Anders führte Der Telepath 2014 auf gizmodo.com in einer Liste der 100 besten bis dahin ausgestrahlten Star-Trek-Folgen auf Platz 68.